# Najdi a znič

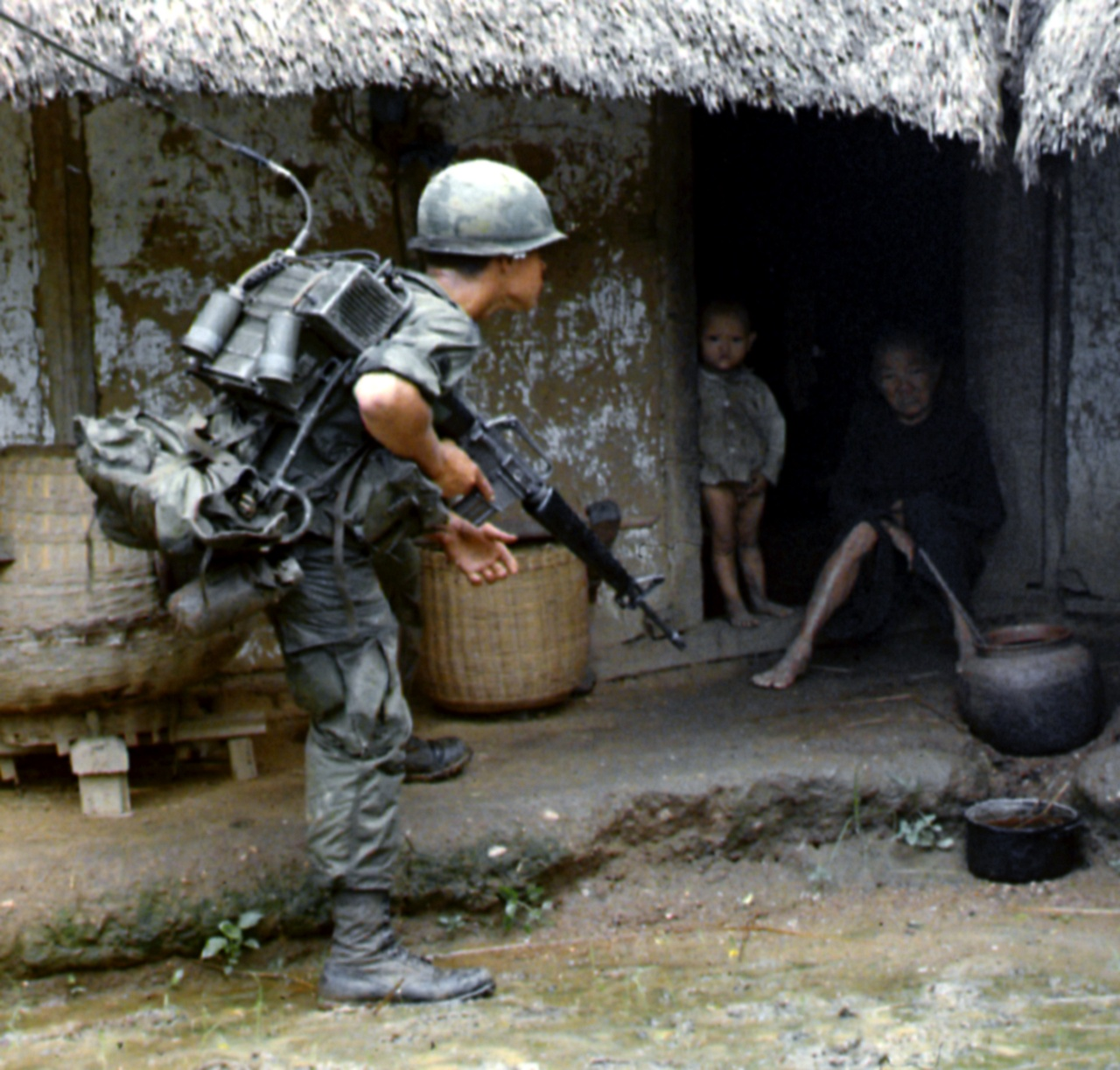
Američtí vojáci prohledávají vietnamské domy.

„Najdi a znič“ (v angličtině „Search and Destroy“, „Seek and Destroy“ nebo zkráceně „S&D“) je vojenská taktika, která hrála důležitou roli v době malajské krize a válce ve Vietnamu.
Cílem této taktiky je především zničení sil soupeře, nikoli kontrola nad celou oblastí. Pro tento účel je nutno dopravit pozemní jednotky na nepřátelské území, vyhledat nepřátele, zničit je a okamžitě poté se stáhnout. Strategie se zrodila s novým vynálezem: helikoptérou, která vedla k novému způsobu válčení, jelikož umožnila zapojení leteckých jednotek do pozemních bojů. Toto se považovalo za ideální způsob protipartyzánského boje v džungli. Obvyklá doplňková strategie, která zahrnovala útočení a dobývání nepřátelských pozic, následné opevňování a udržování pozic po neurčitě dlouhou dobu, se nazývala „clear and hold“ (v angličtině doslova „vyčisti a drž“) nebo „clear and secure“ („vyčisti a zajisti“). Jelikož se v této válce nedaly použít tradiční metody pozemního boje, teoreticky se jednalo o opotřebovací válku, ve které se nepřátelé zneškodňovali tak, že byli „nalezeni“ a „zničeni“. Úspěch strategie „najdi a znič“ se měřil počtem zabitých nepřátel („body count“). V ozbrojených silách je běžné, že se na misích s touto strategií vynucují přísná pravidla. Taktiku užily americké jednotky i v Afghánistánu a Iráku.

## Malajsko
Britové prováděli operace s použitím strategie „najdi a znič“, když se snažili v džungli vyhánět z úkrytů komunistické povstalce během prvních let malajské krize. Protipovstalecká jednotka Ferret Force, která byla vytvořena v roce 1948, se stala důležitým informátorem britské armády. Cílem této jednotky bylo navázat kontakt s domorodými obyvateli a zjišťovat informace o místech, kde se nacházeli komunističtí povstalci. S informacemi získanými od zajatců používaly britské jednotky taktiku „najdi a znič“ k tomu, aby vyhnaly povstalce z úkrytů. Jakmile byli komunističtí partyzáni těmito misemi vypuzeni, ocitali se bez potravinových zásob a léků, snad kvůli vojákům, kteří se vzdali a byli ochotni s Brity spolupracovat, a nakonec byli přinuceni se vzdát, když byli v pokušení zradit své spolubojovníky, nebo poraženi přesným vojenským úderem, obvykle přepadením ze zálohy.
Nakonec se spousta britských velitelů domnívala, že strategie „najdi a znič“ moc dobře nefunguje, protože je prováděna příliš brutálně. Britové často zapalovali vesnice, které obviňovali z podporování povstalců, přičemž zadržovali tisíce lidí podezřelých z kolaborace. Dělali to proto, aby se neměli povstalci kde ukrývat. Britské jednotky, jež objevily civilisty, kteří povstalcům poskytovali pomoc, je měly zadržet a vyslechnout, aby zjistili, kde se nachází tábory povstalců. Povstalci měli oproti Britům hodně výhod: žili v těsné blízkosti vesničanů, někteří měli ve vesnicích příbuzné nebo dobré přátele a nebáli se vyhrožovat násilím, mučit nebo zabíjet náčelníky vesnic pro výstrahu ostatním; takto je nutili, aby jim dodávali jídlo a informace. Britské jednotky tak musely čelit dvojí hrozbě: povstalcům a tiché síti vesničanů, kteří dobrovolně či nedobrovolně povstalce podporovali. Zatímco s Brity téměř nevyhledávali kontakt, používali povstalci teroristické praktiky, aby zastrašovali civilisty a získali od nich materiální pomoc. Britští vojáci často popisovali hrůzu hlídek v džungli: kromě toho, že se museli mít na pozoru před povstalci, museli taky procházet náročným terénem a vyvarovat se nebezpečných zvířat a hmyzu. Mnohé hlídky musely setrvat v džungli po několik dní nebo i týdnů, aniž by se setkaly s nepřáteli, a pak byly znenadání napadeny ze zálohy. Tyto případy vedly k neblaze proslulému incidentu v Batang Kali, kde britští vojáci zavraždili 24 neozbrojených vesničanů.

## Vietnam
Strategie „najdi a znič“ se stala nástrojem útoku, zásadním pro druhou fázi generála Williama Westmorelanda během války ve Vietnamu. Jeho třífázová strategie byla následující: první fáze spočívala ve zpomalení jednotek Vietkongu; v druhé fázi měl pokračovat útok a nepřítel měl být zničen; v třetí fázi měla být v dané oblasti znovu nastolena vláda Jižního Vietnamu. Mise, při nichž se používala taktika „najdi a znič“ a byly vypalovány vesnice („Zippo missions“), tvořily součást především druhé fáze kolem roku 1966 a 1967, spolu s operacemi, které měly za úkol vyčistit území od nepřátel a zajistit jej.
V rámci misí „najdi a znič“ byly z opevněného místa vysílány čety, roty nebo větší oddíly amerických vojáků, aby na venkově hledaly a zničily jednotky Vietkongu nebo armády Severního Vietnamu. Tyto mise nejčastěji zahrnovaly dlouhé túry po vietnamském venkově a přípravu přepadení v křovinách blízko možných stezek Vietkongu. Při přepadení vojáci obvykle používali směrové nášlapné miny, stříleli z krátkých zbraní a minometů a navíc někdy využívali podporu dělostřelectva, které rádiem přivolali z nedaleké dělostřelecké základny.
V únoru 1967 byla provedena jedna z největších misí, během nichž vojáci vypalovali vesnice, a to v oblasti Železného trojúhelníku, území mezi Saigonem a cestami č. 13 a 25. V této oblasti se nacházelo centrum zásobování a velitelství Vietkongu; působilo zde několik z jeho nejvýše postavených velitelů. Ofenzíva začala operací Junction City, během níž americké jednotky zničily stovky tun rýže, zabili 720 povstalců a zajali 213 osob. Nicméně, má se za to, že oblast Železného trojúhelníku bránilo na 10 000 lidí. Během ofenzívy se nepodařilo zničit velitelství Vietkongu, ani zajmout jediného vysoce postaveného velitele, takže ve výsledku ofenzíva téměř nenarušila plány vlády Severního Vietnamu. Jak mise „najdi a znič“, tak vyčišťovací mise se prováděly i ve třetí fázi, která začala roku 1968. Počet misí se navyšoval, a to především poté co byli Američané zasaženi ofenzívou Tet generála Vo Nguyen Giapa roku 1968. Jak se válka stávala čím dál více agresivnější, tak rostla i brutalita misí, u kterých se přestávalo rozlišovat mezi taktikou „najdi a znič“ a operacemi, které měly za úkol vyčistit území od nepřátel.
Mise „najdi a znič“ měly hodně nedostatků. Zaprvé se tyto mise nedostatečně odlišovaly od vyčišťovacích misí. Vyčišťovací mise, které byly méně agresivní, se tak nakonec staly násilnější a brutálnější taktikou, stejně jako strategie „najdi a znič“. Jelikož se nerozlišovalo mezi těmito misemi, neprosazovalo se obnovení míru. Guenter Lewey, profesor politologie na Massachusettské univerzitě v Amherstu, tvrdil, že generálové a váleční plánovači vážně podcenili nepřítelovu schopnost konkurovat americkým jednotkám a převyšovat je. Hodně bojovníků Vietkongu bylo zabito nebo zajato, ale také rychle nahrazeno jinými bojovníky. Ačkoli byly nejprve nepřátelské jednotky vytlačeny z určitých oblastí, hned jak Američané tato území opustili, se nepřátelé jednoduše vrátili s dalšími posilami a zbraněmi.
Panují také pochybnosti o účinnosti misí. Na jedné z prvních misí se strategií „najdi a znič“ severozápadně od Dau Tiengu, nazvané operace Attleboro, bylo podle hlášení americké vlády zabito 155 amerických vojáků, zatímco Severní Vietnam přišel o 1 106 bojovníků. Během operace Junction City bylo podle zpráv zabito 282 amerických vojáků a Vietkong přišel o 1 728 partyzánů. Tato čísla by však měla být považována s ohledem na metody, kterými byla získána. Tyto odhady byly totiž téměř výlučně stanoveny na základě nepřímých prostředků: senzorů, pozorování sekundárních výbuchů, zpráv přeběhlíků a válečných zajatců, usuzování a extrapolace.